# Ricostruzione di un delitto
Ricostruzione di un delitto (Anaparastasi) è un film del 1970 diretto da Theodoros Angelopoulos. Questo giallo è il primo della carriera del regista di origine greca.

## Trama
In uno squallido villaggio dell'Epiro si consuma l'atroce omicidio di Kostas, un contadino emigrato in Germania che, tornato nel suo paese d'origine, trova la morte per mano della moglie Eleni con la complicità dell'amante di lei, Hristos. Un parente della vittima sospetta qualcosa e avverte la polizia. I due amanti confessano.
L'interrogatorio della polizia che deve ricostruire i fatti, si alterna con le immagini del delitto (ma l'omicidio vero e proprio non viene mai mostrato) e con le ricerche di una troupe di giornalisti (di cui fa parte lo stesso regista) che descrive la vita rassegnata di un paesino cupo e senza speranza per l'avvenire, turbata improvvisamente dal crimine.

## Distribuzione
Uscito in Grecia nel settembre 1970, il film arrivò in Italia cinque anni più tardi quando, sulla scia dell'interesse suscitato dai film successivi diretti da Angelopoulos, venne allestita una retrospettiva al Lido di Venezia nel corso della 34ª Mostra del cinema, per poi essere distribuito ufficialmente soltanto nel 1977.